# Волков Олександр Олександрович (волейболіст)
Олександр Олександрович Волков (рос. Александр Александрович Волков, 14 лютого 1985) — російський волейболіст, олімпійський медаліст.

## Виступи на Олімпіадах
| Олімпіада   | Дисципліна | Місце |
| ----------- | ---------- | ----- |
| Пекін 2008  | волейбол   | 3     |
| Лондон 2012 | волейбол   | 1     |